# 马坦萨斯省
马坦萨斯省（西班牙語：Provincia de Matanzas）是古巴的一个西部省份。它西临玛雅贝克省，北临佛罗里达海峡，东临比亚克拉拉省和西恩富戈斯省。省会为马坦萨斯。该省被称为“古巴的雅典”，是文化艺术的聚集地。马坦萨斯也叫做桥的城市。古巴著名的旅游景点巴拉德罗海滩位于该省北部。
23°N 82°W / 23°N 82°W
1. ↑  . www.citypopulation.de.   [2024-02-03].
2. ↑  . hdi.globaldatalab.org.   [2018-09-13] （英语）.